# 異想小少女
《異想小少女》（英語：The Borrowers）為2011年的英國電視電影，由史蒂芬·佛萊、克里斯多福·艾克斯頓與Victoria Wood主演，改編自1952年的童話小說地板下的小矮人。HBO亞洲台將其命名為「異想小少女」。

## 故事大綱
聖誕節的時候，小男孩James（Charlie Hiscock飾演）發現在家裡的地板下有小矮人，Clock家族，而家族的女兒Arrietty（Aisling Loftus飾演）很快地與James Hellman  成為好朋友。James的祖母Mrs Driver（Victoria Wood飾演）查覺到不對勁。她翻開地板，發現許多消失不見的東西，包括洋娃娃的家具。後來祖母在網路上認識了一個倫敦大學的教授Professor Mildeye（史蒂芬·佛萊飾演）。她問了教授許多關於他的研究「微型智人」（小矮人）。
由於被發現，Clocks家族被迫搬離到小水道，父親Pod（克里斯多福·艾克斯頓飾演）斥責他的女兒。Arriety在下水道驚訝地發現有更多的小矮人族群。他們在那裡結識了Spiller（羅伯特·席安飾演），一位跟Arriety差不多年紀的小矮人，兩人很快成為朋友。
在Hellman-Driver的房子裡，Mildeye教授放置了陷阱試圖抓走Arriety，但她的父母推開了她，最後Arriety的父母被抓到，送到實驗室去。Spiller在Pod的要求下帶走Arriety，但是Arriety試圖返回去拯救她的父母。James聽到了Mildeye教授的留言，知道了這件事，並把該留言刪除。
Arrietty差點被路上的清潔機捲入，Spiller拯救了她。並跟Arrietty解釋她的父親Pod過去曾經與其他小矮人住在一間教堂裡，但是因為Pod犧牲了他的姪子，而保全其他人，被其他小矮人厭惡，因此搬離出來。
Pod與Homily試圖逃跑，然而Mildeye教授抓住了他們並且知道他們會講話。他準備好了發表會並且在準備在第二天發表，James晚上在BBC新聞上看到了這則新聞。Arrietty與Spiller回到James家中，借走了他的玩具飛機，飛到了大學並且從通風口進入實驗室。
James假裝要與Mildeye談小矮人的事，引開教授與他的助理Jenny（Anne Hirsch飾演），並拿了一個玩具車給小矮人讓他們得以逃跑。Mildeye後來發現不對勁，回到實驗室發現小矮人等人要逃跑，最後Spiller犧牲自己，讓Arrietty家人團聚。
發表會上，Mildeye教授打開盒子，卻只有一件小矮人的衣服，原來Spiller早就趁隙逃出來，而Mildeye教授最後被眾人唾棄。最後Spiller將他撿到的罕見古幣送給了James，這讓James多了幾千元英鎊。
最後Arrietty決定離開家裡，與Spiller一起生活。而小矮人的故事就成為James與祖母之間的秘密。

## 卡司
小矮人
- 克里斯多福·艾克斯頓飾演父親Pod Clock
- Sharon Horgan飾演母親Homily Clock
- Aisling Loftus飾演女兒Arrietty Clock
- 羅伯特·席安飾演Spiller
- Francis Chouler飾演Spiller的好朋友

"Beans"（人類）
- Charlie Hiscock飾演James Hellman,與小矮人結識為好朋友
- Victoria Wood飾演Mrs Driver, James'的祖母
- Shaun Dooley飾演Robert Millmanock, James的父親
- 史蒂芬·佛萊飾演Mildeye教授
- Anne Hirsch飾演Jenny, Mildeye教授的助理

## 外部連結
- 互联网电影数据库（IMDb）上《The Borrowers》的资料（英文）
- 在BBC Programmes了解《The Borrowers》（英文）